# NGC 4442
NGC 4442 is een lensvormig sterrenstelsel in het sterrenbeeld Maagd. Het hemelobject werd op 15 april 1784 ontdekt door de Duits-Britse astronoom William Herschel.

## Synoniemen
- UGC 7583
- MCG 2-32-68
- ZWG 70.100
- VCC 1062
- PGC 40950